# Шотвин
Шотвин (нем. Schottwien) — ярмарочная коммуна (нем. Marktgemeinde) в Австрии, в федеральной земле Нижняя Австрия.
Входит в состав округа Нойнкирхен. Население составляет 716 человек (на 31 декабря 2005 года). Занимает площадь 12,48 км². Официальный код — 31833.

## Политическая ситуация
Бургомистр коммуны — Вальтер Поллерес (АНП) по результатам выборов 2005 года.
Совет представителей коммуны (нем. Gemeinderat) состоит из 15 мест.
- АНП занимает 11 мест.
- СДПА занимает 2 места.
- Партия UBL занимает 2 места.